# 萊布尼茨羅特峰

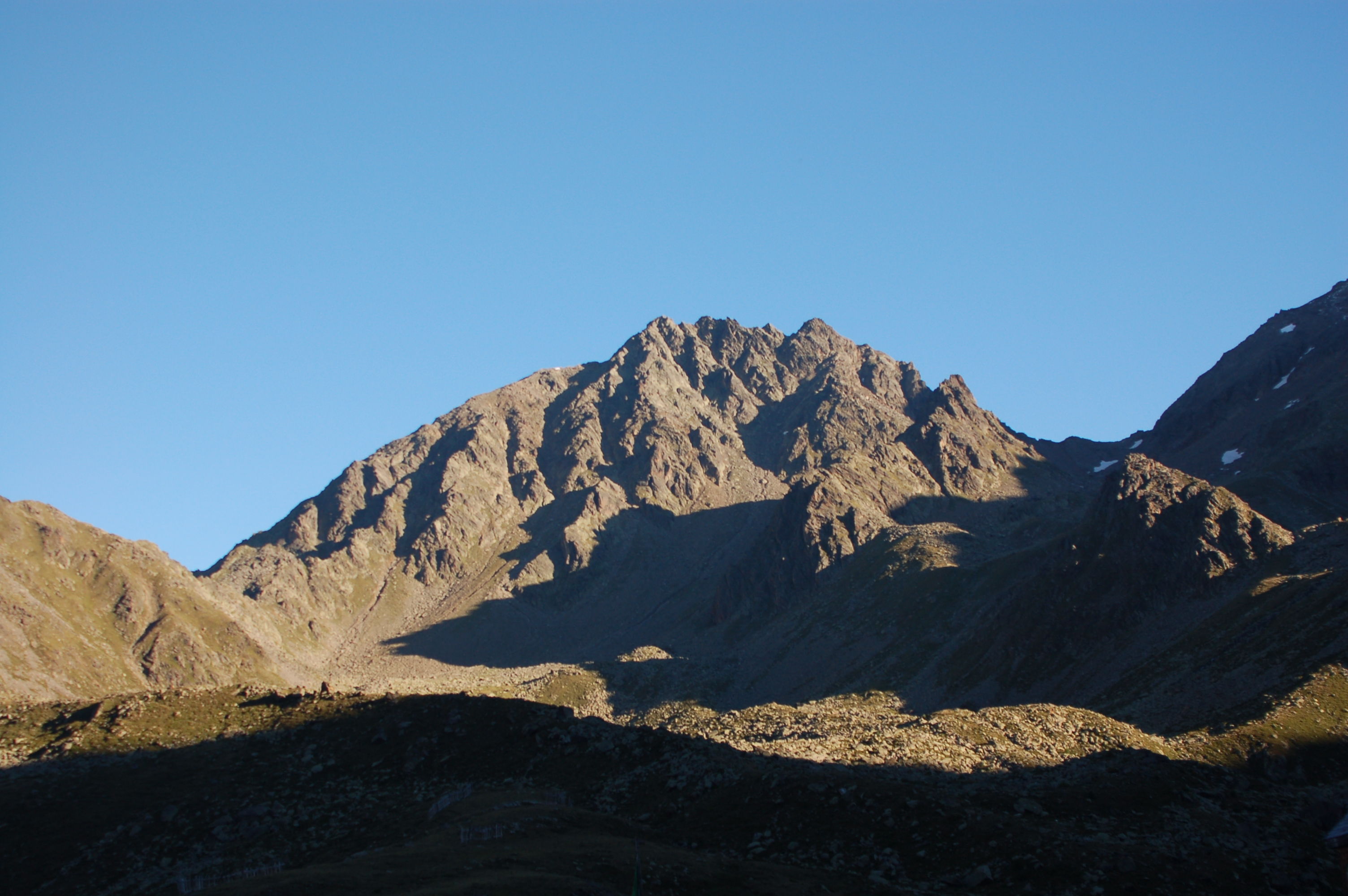

46°56′23″N 12°41′04″E / 46.939752°N 12.684532°E
萊布尼茨羅特峰（德語：Leibnitzer Rotspitzen），是奧地利的山峰，位於該國西部，由蒂羅爾州負責管轄，屬於舍貝爾山脈的一部分，距離霍赫紹伯山0.8公里，海拔高度3,096米，人類在1890年7月24日首次登頂。